# Hans Dober
Hans Hansson Dober, född omkring 1564, död 7 oktober 1627, var en svensk kirurg, jurist och riksdagsman.
Hans Dober härstammade från Tyskland, enligt hans epitafium var fadern från Nürnberg och modern från Holstein. Han var under 1580-talet bardskärarlärling i Stockholm men slog sig efter giftermål 1587 ned i Västerås som kirurg. Här kom han snart in på den juridiskt-administrativa banan. Tidigt blev han organist i staden och var från 1599 och ännu 1603 stadsskrivare. Som lagläsare tjänstgjorde han 1606-1610 i Väsby gårds län och Sala bergslag, 1609-1612 i Norrbo, Siende och Tuhundra härader samt 1613 i Lundbo bergstingslag och Sala gruvas tingslag, samt 1600-1627 i Simtuna och Torstuna härader, 1611-1612 i Trögds härad och 1613-1621 i Våla härad. Från 1602 fungerade han som greve Abraham Brahes underlagman i Öster- och Västerdalarna. Under sin tjänstgöring fick han ett gott rykte som domare, och 1614 utsågs han till assessor i Svea hovrätt. Han var Västerås representant vid riksdagen i Stockholm 1599 och utskottsmötet i Örebro 1606.